# NGC 4669
NGC 4669 est une galaxie spirale située dans la constellation de la Grande Ourse. Sa vitesse par rapport au fond diffus cosmologique est de 5 011 ± 12 km/s, ce qui correspond à une distance de Hubble de 73,9 ± 5,2 Mpc (∼241 millions d'al). NGC 4669 a été découverte par l'astronome germano-britannique William Herschel en 1789.
NGC 4669 présente une large raie HI. La luminosité de la galaxie NGC 4669 dans l'infrarouge lointain (de 40 à 400 µm)  est égale à 1,10 × 1010 {\displaystyle L_{\odot }} (1010,04{\displaystyle L_{\odot }}) et sa luminosité totale dans l'infrarouge (de 8 à 1 000 µm) est de 1,32 × 1030 {\displaystyle L_{\odot }} (1010,12{\displaystyle L_{\odot }}).
À ce jour, une mesure non basée sur le décalage vers le rouge (redshift) donne une distance d'environ 81,700 Mpc (∼266 millions d'al). Cette valeur est légèrement à l'extérieur des valeurs de la distance de Hubble. Notons cependant que c'est avec la valeur moyenne des mesures indépendantes, lorsqu'elles existent, que la base de données NASA/IPAC calcule le diamètre d'une galaxie et qu'en conséquence le diamètre de NGC 4669 pourrait être d'environ 36,5 kpc (∼119 000 al) si on utilisait la distance de Hubble pour le calculer.

## Groupe de NGC 4686
Selon A.M. Garcia, NGC 4669 fait partie du groupe de NGC 4686. Ce groupe de galaxies compte au moins 10 membres. Les autres galaxies du groupe sont NGC 4566, NGC 4644, NGC 4675, NGC 4686, NGC 4695, IC 830, MCG 9-21-32 (NGC 4644B), MCG 9-21-33 et MCG 9-21-34.
Abraham Mahtessian mentionne aussi ce groupe, mais il n'y figure que quatre galaxies, soit NGC 4686 et NGC 4695 et deux galaxies non présentes dans la liste de Garcia, NGC 4646 ainsi que UGC 7905.